# Elecciones generales de Honduras de 1928
Las elecciones generales de Honduras de 1928, se realizaron para el cambio de autoridades gubernamentales como ser: 
- Presidente de Honduras: Jefe de Estado de Honduras que ejercerá las funciones de dirección del Poder Ejecutivo de Honduras por mandato del pueblo.
- 47 diputados al Congreso de Honduras.
- 298 alcaldes municipales.

## Candidato ganador
El ganador fue el intibucano doctor Vicente Mejía Colindres candidato del Partido Liberal de Honduras, con un margen de alrededor de 16,000 votos; Colindres había sido Ministro en la presidencia de Miguel Rafael Dávila Cuéllar, en la presidencia de Francisco Bertrand Barahona, presidente provisional entre el 1 de septiembre al 5 de octubre de 1919, durante la Segunda guerra civil de Honduras; Colindres era uno de los máximos exponentes del liberalismo y fue ello lo que le sirvió en estas elecciones y en la toma de posesión sufrió un atentado contra su vida, asimismo el levantamiento armado, por parte de su paisano, el general Gregorio Ferrera. 